# Masakr na Švédských šancích

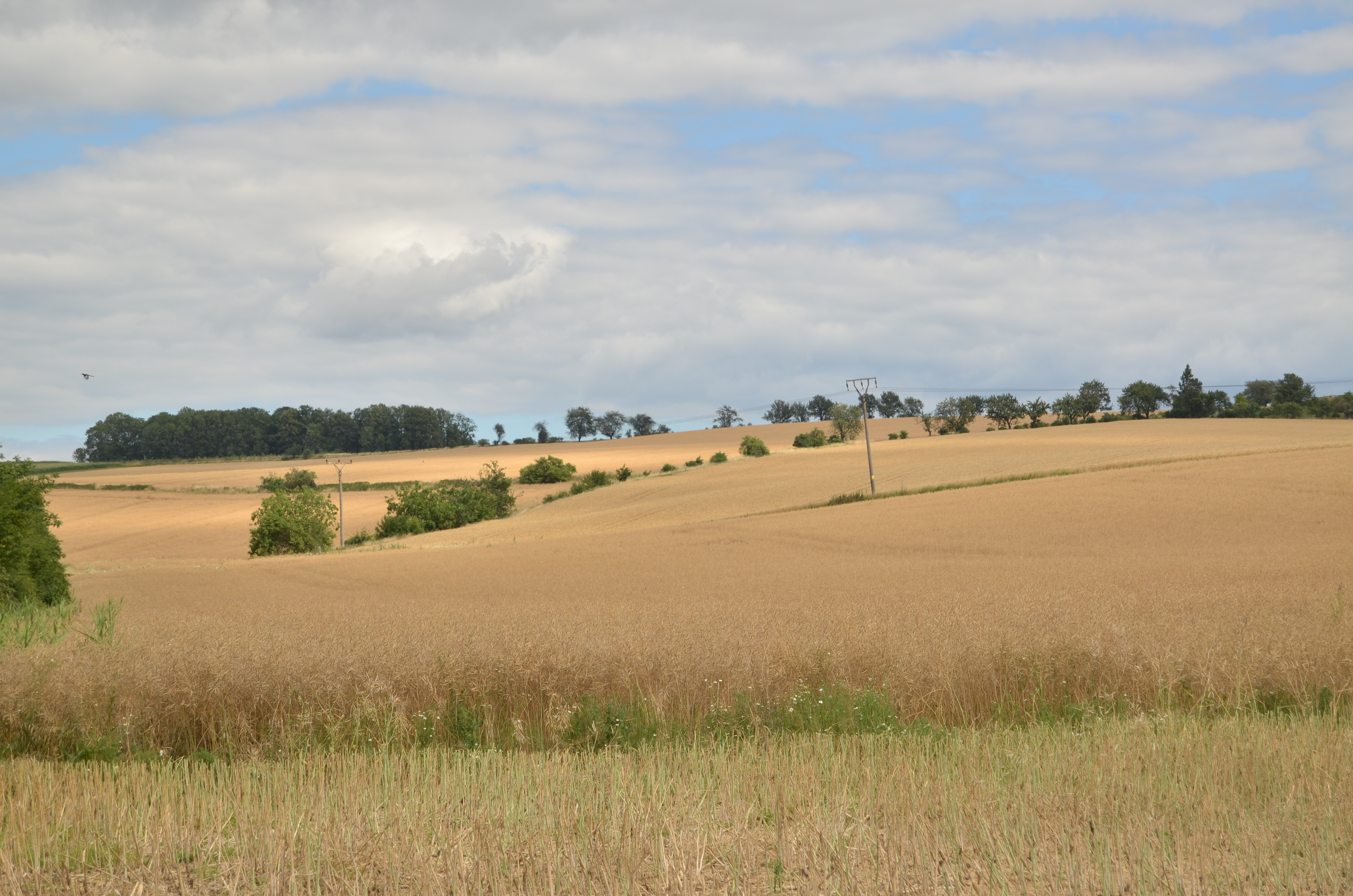
Kopec Švédské šance od severu

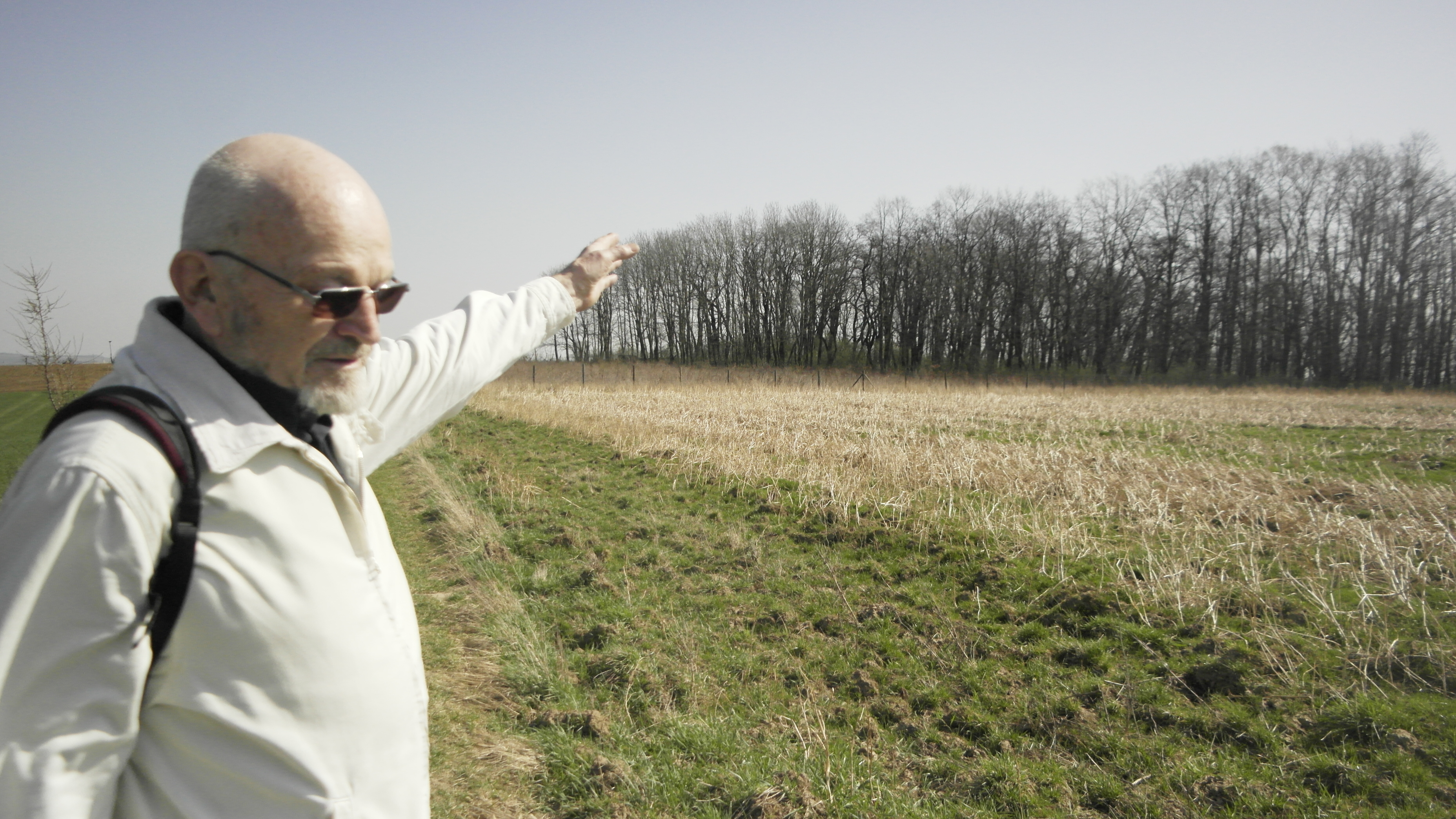
PhDr. František Hýbl je hlavním historikem, který se doposud tématu masakru na švédských šancích v r. 1945 věnoval.

Masakr na Švédských šancích (resp. Přerovský masakr či Tragédie na Švédských šancích) proběhl u Horní Moštěnice na návrší Švédské šance v noci z 18. na 19. června 1945. Příslušníci 17. pěšího pluku z Petržalky (bývalí příslušníci 1. československého armádního sboru) vedení poručíkem OBZ Karolem Pazúrem a osvětovým důstojníkem Bedřichem Smetanou zde zmasakrovali 267 obyvatel Dobšiné, Kežmarku, Gelnice, Mlynice a Janovy Lehoty u Žiaru nad Hronom. Povraždění byli hlavně karpatští Němci a Maďaři, bylo však mezi nimi i několik Slováků. Naprostou většinu povražděných tvořily ženy a děti (120 žen, 75 dětí a 72 mužů).

## Popis události
18. června 1945 stál na přerovském nádraží vojenský transport, v němž se vraceli bývalí příslušníci 1. československého armádního sboru z pražské vojenské přehlídky. Téhož dne kolem poledne dorazil na nádraží jiný transport, v němž bylo šest vagónů s karpatskými Němci, kteří se vraceli do svých domovů na středním Slovensku. Tito Němci (ale i Maďaři a Slováci) byli ze Slovenska v prosinci roku 1944 z příkazu německých úřadů evakuováni do severozápadních Čech a nyní se vraceli domů. Shodou okolností se mezi vojáky nacházeli slovenští příslušníci 17. pluku původem ze Spiše, kteří některé repatrianty znali. Upozornili ostatní, že jde o lidi, kteří se zejména v době Slovenského národního povstání měli nějak provinit.
Mnohé zdroje a indicie naznačují, že už od začátku zde nešlo o vinu, ale o úmysl poručíka Pazúra pozabíjet nějaké německé zrádce za účelem vylepšení vlastní nepříliš dobré pověsti. Pazúrův bratr byl dobrovolníkem u SS, sestra německou špiónkou, Pazúr sloužil u Hlinkovy gardy, dobrovolně šel na východní frontu. Po zajetí Sověty, aby si zachránil život, se dal ke komunistům a s čsl. armádou přijel do ČSR. Aby zachránil svou rodinu, začal likvidovat Němce. Stejně tak masakru karpatských Němců velel fašista Surovčík, člen Hlinkových gard. Násilí vůči odsunovaným Němcům se dopouštěli převážně jejich soukmenovci (kolaboranti, fašisté, konfidenti gestapa..), aby se na poslední chvíli zařadili na stranu vítězů (např. zločiny při odsunu Němců z Brna páchala Revoluční garda složená z dělníků Zbrojovky vyrábějící zbraně pro Hitlera). Historik František Hýbl je přesvědčen, že Pazúr měl rozkaz zlikvidovat karpatské Němce ještě na Moravě a že za tímto rozkazem mohli stát Ludvík Svoboda a Bedřich Reicin. 
Již předtím, než se začal zabývat karpatskými Němci, žádal Pazúr na Okresním národním výboru o vydání nějakých zatčených německých zrádců k potrestání. Teprve když je nedostal, začal se zabývat výše zmíněnou skupinou a patrně to byl on sám, kdo vyslovil proti nim obvinění ze zrady a spolupráce s nacisty.
Pazúr nechal tyto lidi vyvolat z vozů a začal je vyslýchat. Později sebevědomě tvrdil, že všechny stoprocentně identifikoval jako Němce a přisluhovače nacismu, nicméně vyšetřování ukázalo, že mnozí vyslýchaní u sebe měli doklady o bezúhonnosti a slovenské národnosti, někteří dokonce pak i dobrozdání o tom, že podporovali Slovenské národní povstání. Soudy prokázaly, že tyto doklady Pazúrovi předložili a že tedy jeho tvrzení předstírající nevědomost či pomýlenost neodpovídá realitě.

Po „výsleších“ Pazúr nechal společně s osvětovým důstojníkem Smetanou většinu osob z transportu vystoupit a eskortovat do katastru obce Horní Moštěnice, kde je v noci automatčíci všechny postříleli, včetně několika kojenců. Vraždění se účastnil i sám Pazúr, který osobně postřílel některá nemluvňata. Tento fakt prokázaly i soudy, čímž vyvrátily Pazúrovu původní verzi, že tam nikde žádné malé děti neviděl. Pazúr nakonec přiznal pod tíhou důkazů i postřílení kojenců a jejich likvidaci „odůvodnil“ následovně: 
| „ | Čo som mal s nimi robiť, keď sme im postrieľali rodičov? | “ |

Místní obyvatelé z obce Lověšice byli ještě před zahájením zabíjení přinuceni k vykopání hromadného hrobu. Pazúr to zdůvodnil tamnímu předsedovi MNV tím, že dostal příkaz k popravě několika příslušníků SS. Předsedovi ani obyvatelům se to nezdálo a dlouho se vzpěčovali, nicméně obec nakonec lidi poskytnout musela (ovšem dostatek mužů Pazúr sehnal teprve poté, co pohrozil, že ty neochotné ke spolupráci nechá postřílet).
Vraždění probíhalo velmi bestiálním způsobem, oběti byly přinuceny se svléknout do spodního prádla a pak byly po malých skupinkách stříleny. Pazúr se přitom sadisticky vyžíval v tom, že rozděloval děti od rodičů a dával je do různých skupin, aby maximálně trpěly, děti se dívaly, jak jim vraždí matku, a pak postavené tak, aby viděly na její tělo, čekaly až na ně přijde řada. A obráceně. Jeden ze svědků vypověděl, že slyšel šestileté dítě prosit slovensky o zastřelení, že už chce jít za maminkou. V jednom případě Pazúr nechal zastřelit ženu, která měla v náručí dvě děti (asi jedno- a dvouapůlleté), a když mrtvá padla s oběma ještě živými dětmi do napůl plného hrobu, chvíli se ještě kochal jejich pláčem, než je obě zastřelil.
Otřesení Lověšičtí se většinou drželi stranou, pouze pár z nich v čele s O. Zezulou žádalo Pazúra, aby ušetřil alespoň malé děti. Dostalo se jim odpovědi, že „jsou příliš jemné povahy a že co je Němec, patří zabít“ (jak již bylo vysvětleno, Pazúr přitom dobře věděl, že velká část vražděných nejsou ani Němci, ani zrádci). Poté vyzval Lověšické, aby si taky zastříleli, s výjimkou jediného (Františka Vaculíka) se však tito k vraždění nepřipojili. Majetek obětí si Pazúrovi muži rozebrali.

## Vyšetřování a soudy
Krátce po konci masakru dorazili na místo čeští důstojníci z Přerova, které doprovázel poddůstojník NKVD. Ten Pazúra legitimoval, ale když viděl jeho doklady (OBZ), jen mu s úsměvem zasalutoval a beze slova odešel. Večer 19. července sice pak dal velitel sovětské posádky v Přerově F. Popov příkaz k zatčení Karola Pazúra, nicméně ten už odjel na Slovensko a v telefonickém rozhovoru s Popovem řekl, že vše bylo v pořádku, že jde o věc československých orgánů a Popovovi do toho nic není. Zprávy o vyšetřování byly odeslány armádním a bezpečnostním složkám, ale případ se neřešil. Pazúr sám byl dokonce krátce po masakru vyznamenán a povýšen do hodnosti nadporučíka. Až v roce 1947, kdy se začalo o tomto případu psát v tisku, se rozjelo vyšetřování. V létě 1947 byl tedy zločin vyšetřován a doveden před soud. Jediným obžalovaným byl sám Pazúr, jehož psychologický posudek osobnosti byl shrnut větou, že Pazúr je „osoba mravně méněcenná, leč za své činy odpovědná“.
Pazúr během procesu opakovaně nestydatě lhal, tvrdil, že „všichni popravení byli Němci a spolupracovníci nacismu“, „byl přesvědčen, že popravuje pouze stoupence nacismu“ či „samé fašisty“, že „žádné malé děti neviděl a nejmladší popravení byli členové Hitlerjugend“ (tj. staří minimálně 14 let), že „jeho souzení je útok na komunistickou stranu“ a že „taková byla prostě doba“. Pod tíhou důkazů musel tyto lži opustit, navíc se během soudu dostala na přetřes jeho vlastní minulost před přeběhnutím k Rudé armádě (1943), která rozhodně nebyla ukázková. Pazúrův bratr byl nejdříve maďarským špiónem a posléze dobrovolníkem u SS, sestra německou špiónkou, Pazúr sám sloužil u Hlinkovy gardy, dobrovolně se hlásil nejprve na práci v německém válečném průmyslu a později na východní frontu k boji proti bolševikům.
Tvrzení, že mezi povražděnými byli zrádci a nacističtí aktivisté, se neprokázalo. Svědkové pouze tvrdili, že před popravou se osm mužů přiznalo k příslušnosti k Hlinkově gardě, což ovšem nebyl relevantní důvod k rozsudku smrti (ostatně v Hlinkově gardě sloužil i sám Pazúr). Naopak se ukázalo, že mezi povražděnými bylo i několik antinacistů aktivně podporujících partyzány a Slovenské národní povstání a že třicet lidí bylo slovenské národnosti.
Když se nakonec Pazúr odvolal na zákon č. 115, dočkal se zklamání, neboť ministerstvo národní obrany i soud se shodly na tom, že nemůže být aplikován, neboť jednak jeho čin vědomě zahrnul i děti a nevinné lidi slovenské národnosti, jednak svůj čin spáchal ve snaze zahladit svoji vlastní kolaborantskou minulost.
Pazúr byl vrchním vojenským soudem v Bratislavě odsouzen na 7 let a 6 měsíců vězení. Odvolal se on i prokurátor Rašla, načež byl Pazúrovi v roce 1949 trest Nejvyšším vojenským soudem v Praze zvýšen na 20 let vězení.
Je ale možné, že by zákon 115 byl u Pazúra přece jen aplikován (o což se tehdy již mocný náměstek ministra obrany Reicin vehementně zasazoval), kdyby o případ nejevil velký zájem zahraniční tisk, pročež se pro Pazúrovo odsouzení a alespoň dočasné uvěznění vyjádřil ještě mocnější ministr informací Václav Kopecký, který byl velmi rozzuřen dopadem celé kauzy na pověst Československa.

## Další osudy zúčastněných
Jelikož byl Pazúr přítel řady komunistických pohlavárů , kteří za něj opakovaně intervenovali před i po odsouzení, byl mu trest Klementem Gottwaldem (na doporučení mj. Bedřicha Reicina) snížen na polovinu a v roce 1951 (po dvou letech věznění) byl propuštěn při amnestii. V následných letech byl vysokým funkcionářem Svazu protifašistických bojovníků. Po celou tu dobu (od svého uvěznění), působil jako agent StB.
Vojenský prokurátor Anton Rašla, který se zasadil o Pazúrovo potrestání, byl později komunistickým režimem uvězněn, což řada autorů neopomine ve svých statích o masakru poznamenat. Nutno ovšem poznamenat, že Rašla nebyl jen statečný mstitel bezpráví, vedl i mnohem pochybnější kauzy, než byly procesy proti válečným zločincům typu Pazúra, Tisa či Macha a v rámci politických procesů ve službách komunistického režimu má na svém kontě mimo jiné i podíl na třech justičních vraždách z procesu s křesťanskou protikomunistickou organizací Biela légia.
Na sklonku svého života vzpomínal Rašla na své poslední setkání s Pazúrem na vojenské přehlídce. Pazúr k němu přistoupil s napřaženou rukou se slovy „Já vam odpúšťam, to už bola tenkrát taková doba.“
Smetana, který byl spoluorganizátorem masakru, byl již odsouzen ve věci jiných masových vražd, které spáchal předtím na Slovensku. Od rozsudku byl však posléze na základě zákona č. 115 osvobozen a posléze uprchl ze země, patrně do Izraele. Za masovou vraždu na Švédských šancích nikdy souzen nebyl.
Ani z ostatních vrahů ze Švédských šancí už nikdo soudně potrestán nebyl. Státní zastupitelství v Olomouci sice vyšetřovalo jednak Františka Vaculíka coby jediného místního obyvatele, který se vraždění účastnil, a (kupodivu) i předsedu MNV Lověšice, který pod hrozbou zastřelení dodal kopáče, nicméně případ byl v roce 1949 definitivně odložen s odvolávkou na zákon č. 115.
Zcela bez trestu však ostatní vrahové nevyvázli. Pocházeli ze stejné oblasti jako jejich oběti a svou účast nedokázali díky humbuku okolo celého procesu utajit. Podle Pavola Molnára – jednoho z mála náhodou přeživších pasažérů vlaku, který se Pazúr rozhodl vybít – museli vrahové ze Švédských šancí čelit hlubokému opovržení ze strany svých sousedů. Někteří se odstěhovali, někteří museli čelit nežádoucím připomínkám a pohrdání až do smrti.

## Masakr ve vzpomínkách
Za komunistického režimu se o masakru mlčelo, do povědomí širší veřejnosti se začal vracet až po sametové revoluci. Velký podíl na tom měl ředitel Muzea Komenského v Přerově PhDr. František Hýbl, který věnoval soustřeďování materiálů a svědectví o masakru velkou část svého života a v roce 1995 vydal o tragédii podrobnou knižní publikaci. O události natočili dokumenty Češi, Maďaři i Slováci. Cenným zdrojem jsou i vzpomínky generála Antona Rašly, vojenského prokurátora, který vyvinul nezměrné úsilí, aby Pazúra pohnal před soud a docílil jeho odsouzení.
František Hýbl a Tomáš Staněk, největší čeští znalci, co se tohoto masakru týče, označují shodně celou událost za naprosto výjimečnou a svou bestialitou se vymykající všem ostatním zvěrstvům, k nimž v moderních dějinách Moravy došlo. Povraždění byli hlavně karpatští Němci a Maďaři, bylo však mezi nimi i několik Slováků. Naprostou většinu povražděných tvořily ženy a děti – 120 žen a 74 dětí za jedinou noc – to nemá podle znalců obdobu dokonce ani v žádném z masakrů, které na Moravě spáchali nacisté.

## Kříž

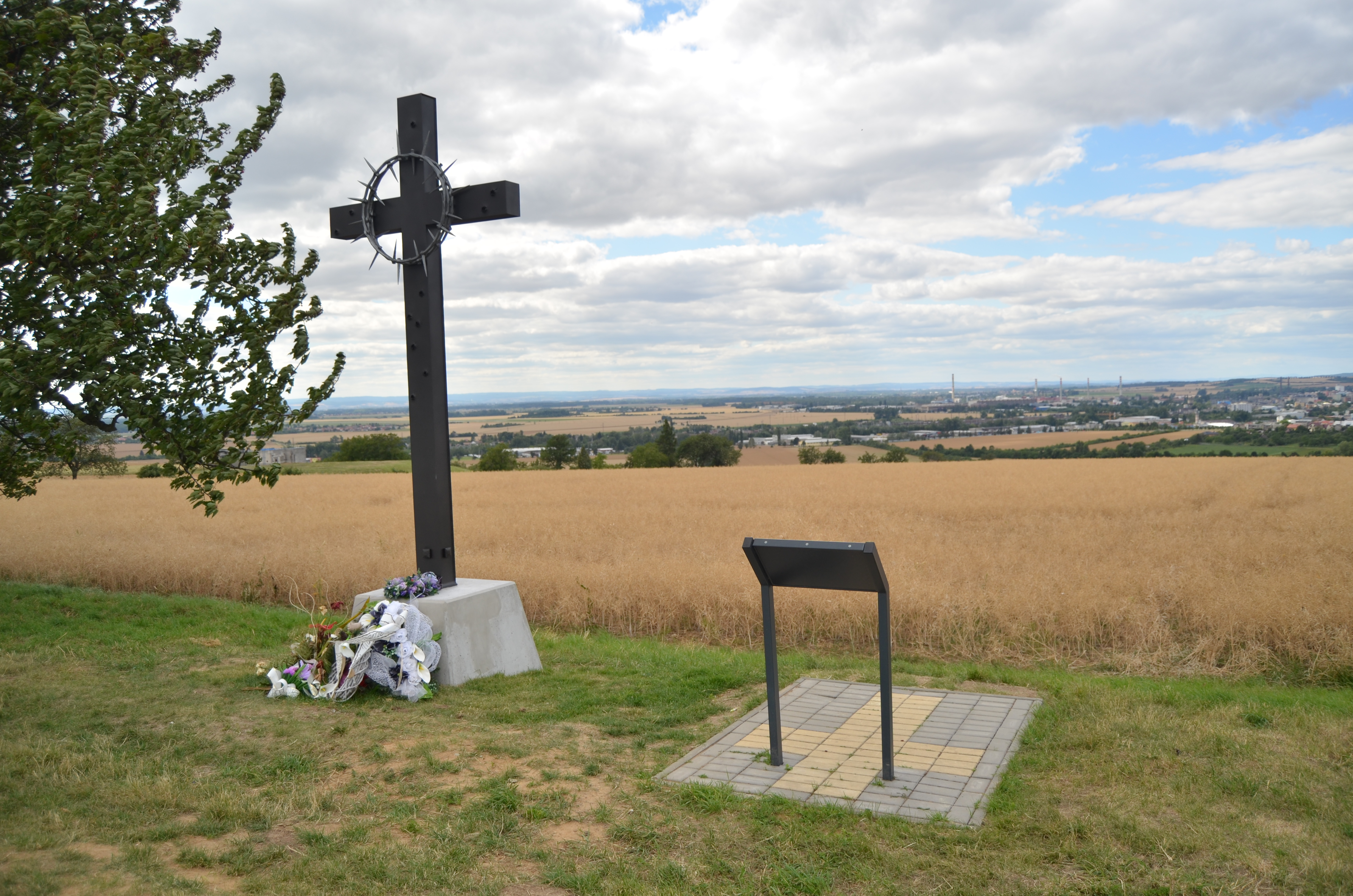
Kříž vybudovaný v roce 2018 na severním svahu kopce Švédské šance

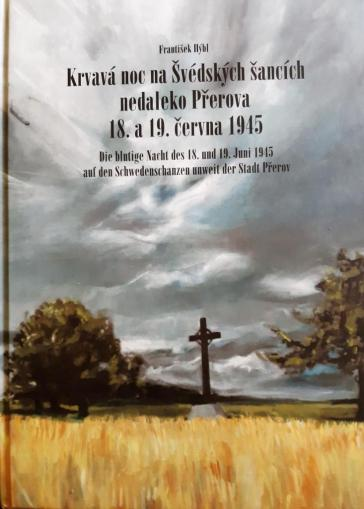
obraz na obálce - MgA. Anna Němec Sypěnová

V neděli 17. června 2018 byl na kopci Švédské šance odhalen čtyřmetrový kovový kříž, který má na sobě znázorněny průstřely a je ozdoben trnovou korunou. Kříž vytvořil umělecký kovář Jiří Jurda.  Autorkou obrazu na panelu o masakru na Švédských šancích a na přebalech knih PhDr. Františka Hýbla je MgA. Anna Němec Sypěnová

## Díla o masakru
Hlavní téma
- Tomáš Staněk a Lubor Václavů: Případ Přerov 18. 6. 1945 in Historie a vojenství, 3/1991, str. 168–175
- František Hýbl: Tragédie na Švédských šancích v červnu roku 1945, Přerov 1995
- Magukért nem felel senki (maďarský dokumentární film z roku 1996)
- Masakr na Švédských šancích (český dokumentární film z roku 2000, režie: Jana Hádková, 28 minut)
- Také vraždy přivítaly mír (diskusní pořad z roku 2007, ČT)
- Noc na Švédskom vale (slovenský dokumentární film, 2007)
- Očitý svědek (autorské online dokudrama Jiřího Havelky, Národní divadlo, premiéra 18. 2. 2021)

Vedlejší téma výrazného rozsahu
- Tomáš Staněk: Perzekuce 1945, Praha 1996, str. ?
- Anton Rašla: Spomienky spoza mreží (Vidas Banská Bystrica 1998), str. 93–101
- Tomáš Staněk: Poválečné "excesy" v českých zemích v roce 1945 a jejich vyšetřování, Praha 2005, str. 274–279
- Marie Špalková: Horní Moštěnice – kapitoly z dějin obce, Horní Moštěnice 2006; ISBN 80-86247-03-1, kapitola Tragédie podkarpatských Němců, str. 114–116